# 441
Năm 441 là một năm trong lịch Julius.